# Kevin Willis
Kevin Alvin Willis (ur. 6 września 1962 w Los Angeles) – były amerykański koszykarz grający w zawodowej lidze NBA na pozycjach silnego skrzydłowego lub środkowego, mistrz NBA z 2003 (miał wtedy ponad 40 lat).
Willis po ukończeniu Michigan State University, gdzie grał w drużynie uniwersyteckiej Michigan State Spartans, został wybrany w drafcie przez Atlanta Hawks, gdzie spędził dziewięć sezonów. W 1994 został sprzedany do Miami Heat, potem grał także w Golden State Warriors, Houston Rockets (dwukrotnie), Denver Nuggets, Toronto Raptors i San Antonio Spurs. W 2003 ze Spurs w końcu zdobył mistrzostwo NBA. Po sezonie 2004 powrócił do Atlanty, będąc już wtedy najstarszym aktywnym graczem ligi, a karierę skończył w 2007 r. po pięciu występach w Dallas Mavericks, będąc najstarszym graczem jaki kiedykolwiek rozegrał więcej niż jeden mecz w NBA.
Willis jest jednym z 15 graczy w historii NBA, którzy mają na swoim koncie ponad 16.000 punktów i ponad 11.000 zbiórek.
Jeden raz wystąpił w NBA All-Star Game w 1992 r. W tym samym sezonie został też wybrany do trzeciej piątki ligi.
Willis został najstarszym zawodnikiem w historii NBA, który rozegrał w trakcie sezonu regularnego (2006/07) co najmniej 1 spotkanie (5). Występował w wieku ponad 44 lat. Najstarszym zawodnikiem, który wyszedł kiedykolwiek na parkiet NBA jest natomiast Nat Hickey, który jako trener Providence Steamrollers aktywował samego siebie do gry na jeden mecz. Miało to miejsce w 1948 roku, czyli jeszcze przed oficjalnym powstaniem ligi NBA. Hickey miał wtedy 45 lat i 363 dni.
Jego statystyki z całej kariery to: 12,2 punktów, 8,4 zbiórek, 0,9 asyst i 27 minut.
Kevin Willis obecnie zajmuje się branżą odzieżową, prowadząc firmę Willis & Walker.

## Osiągnięcia

### NBA
- Mistrz NBA (2003)[2]
- Uczestnik meczu gwiazd NBA (1992[a])[4]
- Wybrany do III składu NBA (1992)[5]
- 2–krotny zawodnik tygodnia NBA (24.11.1991, 27.03.1994)[6]

### Reprezentacja
- Brązowy medalista Uniwersjady (1983)[7]